# Sernaglia della Battaglia
Sernaglia della Battaglia (Sernaja in veneto) è un comune italiano di 6 109 abitanti della provincia di Treviso in Veneto.

## Geografia fisica
Il territorio comunale si estende nell'area centromeridionale del Quartier del Piave, di fronte al Montello. La zona è pressoché pianeggiante, con altitudini che variano dagli 89 ai 129 m s.l.m. andando dall'estremità sudorientale all'estremità settentrionale.
Corso d'acqua principale è indubbiamente il Piave che segna il confine sud. Il letto del fiume scorre qualche metro più in basso rispetto ai terreni circostanti, formando una sorta di scarpata boscosa di notevole interesse naturalistico. Altro importante fiume è il Soligo, che limita il comune a est, mentre ben più modesti sono alcuni affluenti del Piave quali il Rosper e il Raboso. Nella zona nordorientale, inoltre, si estendono i palù, ambienti umidi tipici dell'alto trevigiano.

## Origini del nome
L'appellativo "della Battaglia" fu aggiunta all'originale denominazione "Sernaglia" nel 1924, in riferimento agli eventi della Grande Guerra.

## Storia
Le origini del Comune sono antiche: nella frazione di Falzè, antico porto sul Piave e centro di interessi scambi commerciali, sono stati rinvenuti reperti risalenti agli eneolitici e ai paleoveneti e non mancano, nel resto del territorio, tracce della presenza romana.
Col declino della Serenissima Repubblica di Venezia, sotto la cui signoria rimase fino al 1797, seguì come tutto il Veneto, all'occupazione francese, poi da quella austriaca e dall'annessione al Regno d'Italia nel 1866.
Le tristi condizioni di vita della popolazione, aggravate dalle due guerre mondiali, hanno determinato durante il XX secolo un massiccio esodo, che diede la possibilità, per coloro che restarono, di ricevere le rimesse dai concittadini all'estero, fondamentali per investire nelle imprese. Nacquero numerose iniziative private di piccoli imprenditori che fecero uscire il paese dalla realtà rurale.

### Simboli
Lo stemma è stato approvato con delibera 
del consiglio comunale n. 31 del 2 ottobre 1950.
La fascia azzurra rappresenta il 
fiume Piave. Le due spade d'argento decussate sono poste a ricordo dell'inizio vittorioso della battaglia del Piave, nell'ottobre del 1918. Il profilo di tre alture verdi simboleggia l'andamento collinoso del terreno.
Il gonfalone è un drappo di azzurro.

## Monumenti e luoghi d'interesse
- Chiesa di Santa Maria Assunta, costruita nel 1922 al posto della precedente pieve, che era stata distrutta durante la prima guerra mondiale.[9]
- Chiesa Madonna della Salute
- Monumento agli Arditi - Falzè di Piave
- Monumento all'Emigrante - Sernaglia
- Monumento Piazza San Rocco
- Monumento vittime civili Grande Guerra - Falzè
- Oratorio di Sant'Antonio Abate
- Monumento agli Arditi della I^ Divisione d'Assalto
- Il Castelik (Castrum de Sernalea)
- Lapide Partigiani

## Società

### Evoluzione demografica
Abitanti censiti

### Etnie e minoranze straniere
Al 31 dicembre 2023 gli stranieri residenti nel comune erano 583, ovvero il 9,6% della popolazione. Di seguito sono riportati i gruppi più consistenti:
1. Marocco 176
2. Macedonia del Nord 110
3. Romania 61
4. Albania 27
5. Serbia, 23
6. Bangladesh 22

## Cultura

### Istituzioni culturali
- Biblioteca comunale intitolata a Giocondo Pillonetto, inaugurata nel 1992 dallo scrittore Mario Rigoni Stern e dal poeta Andrea Zanzotto.[13][14]

### Eventi
Il Festival del Sapere 2024 "cultura e incontro intergenerazionale" è stato pensato per esser d’ausilio nell’interpretazione e nella comprensione della società contemporanea, inesorabilmente legata agli accadimenti del secolo scorso e inevitabilmente proiettata verso un futuro prossimo, carico di promesse e speranze, pericoli e distopie. 
La seconda edizione proposta dall’Amministrazione Comunale di Sernaglia della Battaglia e la Biblioteca comunale “G. Pillonetto” si articolerà in dodici appuntamenti, importanti e preziose occasioni di riflessione e formazione, educativa e culturale.

## Economia
L'economia si basa sull'agricoltura, sull'allevamento. Alcune piccole-medie imprese hanno dato luogo alla formazione di aree industriali e artigianali, con un primato che spetta alla produzione di mobili d'arredamento.

## Infrastrutture e trasporti
Nel 1913 il paese divenne sede di una fermata della tranvia Susegana-Pieve di Soligo, concessa alla Società Veneta e soppressa formalmente nel 1931. Gravemente danneggiata durante la prima guerra mondiale, la stessa venne provvisoriamente trasformata in ferrovia militare e prolungata fino a Revine Lago.
Sernaglia della Battaglia è collegata al centro di Montebelluna dalla linea n.131 di autobus della MOM: Montebelluna, Cornuda FS, Pieve di Soligo.

## Amministrazione
| Periodo        | Periodo        | Primo cittadino     | Partito               | Carica  | Note |
| -------------- | -------------- | ------------------- | --------------------- | ------- | ---- |
| 1975           | 1980           | Lino Zecchinon      | DC                    | Sindaco |      |
| 1980           | 1985           | Roberto Spironelli  | DC                    | Sindaco |      |
| 29 luglio 1985 | 6 luglio 1990  | Rolando Camilli     | DC                    | Sindaco |      |
| 6 luglio 1990  | 24 aprile 1995 | Lamberto Pillonetto | DC                    | Sindaco |      |
| 24 aprile 1995 | 14 giugno 1999 | Lamberto Pillonetto | lista civica          | Sindaco |      |
| 14 giugno 1999 | 14 giugno 2004 | Giovanni Balliana   | centro                | Sindaco |      |
| 14 giugno 2004 | 8 giugno 2009  | Giovanni Balliana   | Lega Nord-Liga Veneta | Sindaco |      |
| 8 giugno 2009  | 26 maggio 2014 | Sonia Fregolent     | Lega Nord - altre     | Sindaco |      |
| 26 maggio 2014 | 27 maggio 2019 | Sonia Fregolent     | Lega Nord - civica    | Sindaco |      |
| 27 maggio 2019 | in carica      | Mirco Villanova     | Lega Nord - civica    | Sindaco |      |

### Gemellaggi
- Clécy[18]